# Buurten en wijken in Amsterdam
Dit artikel geeft een overzicht van de wijken en buurten in Amsterdam. Deze zijn op twee manieren te definiëren; volgens de methode gehanteerd door de gemeente Amsterdam zelf, en volgens de methode gehanteerd door het Centraal Bureau voor de Statistiek.
In januari 2014 heeft het College van B en W van Amsterdam besloten om beneden de 7 stadsdelen en boven de 97 buurtcombinaties een indeling te hanteren in gebieden en wijken. Deze indeling wordt gebruikt bij het "gebiedgericht werken" en bij de vorming van "wijkzorgteams" en "ouder- en kindteams".

## Indeling van de gemeente Amsterdam van 2005
De statistische gebiedsindeling van de gemeente Amsterdam van 2005 is ingesteld bij besluit van 4 oktober 2005, en geldt vanaf 1 januari 2005 (met terugwerkende kracht). Deze indeling is een verdere verfijning van een eerdere indeling, ingevoerd in 1987. Zij verdeelt de gemeente in 8 stadsdelen (ofwel: 7 plus Westpoort, dat alleen een bedrijventerrein is) en 97 buurtcombinaties samengesteld uit 470 buurten. De hierna per Stadsdeel vermelde buurten en wijken zijn de aan deze indeling ontleende buurtcombinaties, tenzij anders is vermeld.

### StadsdeelCentrum
Centrum-West
- Burgwallen-Oude Zijde
  - BG-terrein e.o.
  - Burgwallen oost
  - Kop Zeedijk
  - Nes e.o.
  - Oude Kerk e.o.
- Burgwallen-Nieuwe Zijde
  - Begijnhofbuurt
  - Hemelrijk / Hekelveld
  - Kalverdriehoek
  - Nieuwe Kerk e.o.
  - Nieuwendijk Noord
  - Spuistraat Noord
  - Spuistraat Zuid
  - Stationsplein e.o.
- Grachtengordel-West
  - Felix Meritisbuurt
  - Langestraat e.o.
  - Leidsegracht Noord
  - Leliegracht e.o.
- Haarlemmerbuurt
  - Haarlemmerbuurt Oost
  - Haarlemmerbuurt West
  - Planciusbuurt Noord
  - Planciusbuurt Zuid
  - Westelijke eilanden
  - Westerdokseiland
- Jordaan
  - Anjeliersbuurt Noord
  - Anjeliersbuurt Zuid
  - Bloemgrachtbuurt
  - Driehoekbuurt
  - Elandsgrachtbuurt
  - Groenmarktkadebuurt
  - Marnixbuurt Midden
  - Marnixbuurt Noord
  - Marnixbuurt Zuid
  - Passeerdersgrachtbuurt
  - Zaagpoortbuurt

Centrum-Oost
- De Weteringschans
  - Den Texbuurt
  - Frederikspleinbuurt
  - Leidsebuurt Noordoost
  - Leidsebuurt Noordwest
  - Leidsebuurt Zuidoost
  - Leidsebuurt Zuidwest
  - Utrechtsebuurt Zuid
  - Weteringbuurt
- Grachtengordel-Zuid
  - Amstelveldbuurt
  - Gouden Bocht
  - Leidsegracht Zuid
  - Reguliersbuurt
  - Rembrandtpleinbuurt
  - Spiegelbuurt
  - Van Loonbuurt
- Nieuwmarkt / Lastage
  - Lastage
  - Nieuwmarkt
  - Oosterdokseiland
  - Rapenburg
  - Scheepvaarthuisbuurt
  - Uilenburg
  - Valkenburg
  - Waterloopleinbuurt
  - Zuiderkerkbuurt
- Oostelijke Eilanden / Kadijken
  - Czaar Peterbuurt
  - Het Funen
  - Kadijken
  - Kattenburg
  - Kazernebuurt
  - Marine-Etablissement
  - Oostenburg
  - Wittenburg
- Weesperbuurt / Plantage
  - Alexanderplein e.o.
  - Plantage
  - Sarphatistrook
  - Weesperbuurt

### StadsdeelNoord
Oost
- Buikslotermeer
  - Buikslotermeer Noord
  - Buikslotermeerplein
  - De Kleine Wereld
  - Loenermark
  - Plan van Gool
  - Rode Kruisbuurt
- Elzenhagen
  - Elzenhagen Noord
  - Elzenhagen Zuid
  - Nintemanterrein
- Waterland
  - Durgerdam
  - Holysloot
  - Noorderstrook Oost
  - Noorderstrook West
  - Ransdorp
  - Schellingwoude Noord
  - Schellingwoude Oost
  - Schellingwoude West
  - Zunderdorp
  - Zwarte Gouw
- Waterlandpleinbuurt
  - Baanakkerspark Noord
  - Baanakkerspark Zuid
  - Markengouw Midden
  - Markengouw Zuid
  - Werengouw Midden
  - Werengouw Zuid

Oud-Noord
- IJplein / Vogelbuurt
  - IJplein e.o.
  - Vliegenbos
  - Vogelbuurt Noord
  - Vogelbuurt Zuid
- Nieuwendammerdijk / Buiksloterdijk
  - Buiksloterdijk Oost
  - Buiksloterdijk West
  - Nieuwendammerdijk Oost
  - Nieuwendammerdijk West
  - Nieuwendammerdijk Zuid
- Noordelijke IJ-oevers Oost
  - Bedrijventerrein Hamerstraat
  - Bedrijventerrein Nieuwendammerdijk
  - Zamenhofstraat e.o.
- Noordelijke IJ-oevers West
  - Buiksloterham
  - Cornelis Douwesterrein
  - NDSM terrein
  - Overhoeks
  - Papaverweg e.o.
- Tuindorp Buiksloot
  - Blauwe Zand
- Tuindorp Nieuwendam
  - Tuindorp Nieuwendam Oost
  - Tuindorp Nieuwendam West
- Volewijck
  - Bloemenbuurt Noord
  - Bloemenbuurt Zuid
  - Van der Pekbuurt

West
- Banne Buiksloot
  - Banne Noordoost
  - Banne Noordwest
  - Banne Zuidoost
  - Banne Zuidwest
  - Buiksloterbreek
  - Marjoleinterrein
- Kadoelen
  - Kadoelen
  - Twiske Oost
- Oostzanerwerf
  - Circus / Kermisbuurt
  - Molenwijk
  - Noorder IJplas
  - Oostzanerdijk
  - Twiske West
  - Walvisbuurt
- Tuindorp Oostzaan
  - De Bongerd
  - Terrasdorp
  - Tuindorp Oostzaan Oost
  - Tuindorp Oostzaan West

### StadsdeelWest
Bos en Lommer
- De Kolenkit
  - Kolenkitbuurt Noord
  - Kolenkitbuurt Zuid
  - Laan van Spartaan
  - Robert Scottbuurt West
- Erasmuspark
  - Erasmusparkbuurt West
  - Robert Scottbuurt Oost
- Landlust
  - Bedrijventerrein Landlust
  - Bosleeuw
  - Erasmusparkbuurt Oost
  - Gibraltarbuurt
  - Landlust Noord
  - Landlust Zuid
- Sloterdijk
  - Bedrijventerrein Sloterdijk I
  - Woon- en Groengebied Sloterdijk

Oud West / De Baarsjes
- Chassébuurt
  - De Wester Quartier
  - Filips van Almondekwartier
  - Kortenaerkwartier
  - Van Brakelkwartier
- Da Costabuurt
  - Da Costabuurt Noord
- Geuzenbuurt
  - Geuzenhofbuurt
  - Pieter van der Doesbuurt
  - Trompbuurt
- Helmersbuurt
  - Cremerbuurt Oost
  - Helmersbuurt Oost
  - WG-terrein
- Hoofdweg e.o.
  - Balboaplein e.o.
  - Columbusplein e.o.
  - Orteliusbuurt Midden
  - Orteliusbuurt Zuid
- Kinkerbuurt
  - Bellamybuurt Noord
  - Bellamybuurt Zuid
- Overtoomse Sluis
  - Cremerbuurt West
  - Vondelparkbuurt West
- Van Galenbuurt
  - Jan Maijenbuurt
  - John Franklinbuurt
  - Mercatorpark
  - Orteliusbuurt Noord
- Van Lennepbuurt
  - Borgerbuurt
  - Da Costabuurt Zuid
  - Lootsbuurt
- Vondelbuurt
  - Vondelparkbuurt Midden
  - Vondelparkbuurt Oost
- Westindische Buurt
  - Paramariboplein e.o.
  - Postjeskade e.o.

Westerpark
- Centrale Markt
  - Bedrijvencentrum Westerkwartier
  - Ecowijk
  - Marcanti
  - Markthallen
- Frederik Hendrikbuurt
  - Frederik Hendrikbuurt Noord
  - Frederik Hendrikbuurt Zuidoost
  - Frederik Hendrikbuurt Zuidwest
- Houthavens
  - Houthavens Oost
  - Houthavens West
- Spaarndammer- en Zeeheldenbuurt
  - Overbraker Binnenpolder
  - Spaarndammerbuurt Midden
  - Spaarndammerbuurt Noordoost
  - Spaarndammerbuurt Noordwest
  - Spaarndammerbuurt Zuidoost
  - Spaarndammerbuurt Zuidwest
  - Westergasfabriek
  - Zeeheldenbuurt
- Staatsliedenbuurt
  - Buyskade e.o.
  - De Wittenbuurt Noord
  - De Wittenbuurt Zuid
  - Fannius Scholtenbuurt
  - Staatsliedenbuurt Noordoost
  - Westerstaatsman

### StadsdeelNieuw-West
De Aker, Sloten en Nieuw Sloten
- Sloter- / Riekerpolder
  - Sloten (Dorp)
  - Nieuw Sloten Zuidwest
  - Nieuw Sloten Noordwest
  - Nieuw Sloten Noordoost
  - Nieuw Sloten Zuidoost
  - Belgiëplein e.o.
  - Sloterweg e.o.
  - Park Haagseweg
  - Riekerpolder
  - Nieuwe Meer
- Middelveldsche Akerpolder
  - Middelveldsche Akerpolder
  - De Aker Oost
  - De Aker West

Geuzenveld-Slotermeer-Sloterdijken
- Bedrijventerrein Sloterdijk
  - Bretten West
  - Bretten Oost
  - De Heining
  - Sloterdijk II
  - Sloterdijk III West
  - Sloterdijk III Oost
  - Teleport
- Geuzenveld
  - Buurt 6
  - Buurt 7
  - Buurt 8
  - Buurt 9
  - Eendrachtspark
- Slotermeer-Noordoost
  - Buurt 2
  - Buurt 3
- Slotermeer Zuid
- Slotermeer-Zuidwest
  - Buurt 4 Oost
  - Buurt 5 Noord
  - Buurt 5 Zuid
  - Noordoever Sloterplas (Buurt 1)
  - Sloterpark

Osdorp
- De Punt
  - De Punt
  - Bedrijvencentrum Osdorp
- Lutkemeer / Ookmeer
  - Ookmeer
  - Osdorper Bovenpolder
  - Bedrijvenpark Lutkemeer
- Osdorp-Midden
  - Osdorp Midden Noord
  - Osdorp Midden Zuid
  - Zuidwestkwadrant Osdorp Noord
  - Zuidwestkwadrant Osdorp Zuid
- Osdorp-Oost
  - Meer en Oever
  - Calandlaan / Lelylaan
  - Osdorp Zuidoost
  - Wildeman

Slotervaart
- Overtoomse Veld
  - Johan Jongkindbuurt
  - Rembrandtpark Noord
  - Rembrandtpark Zuid
  - Overtoomse Veld Noord
  - Overtoomse Veld Zuid
- Slotervaart Noord
  - Emanuel van Meterenbuurt
  - Jacob Geelbuurt
  - Oostoever Sloterplas
- Slotervaart Zuid
  - Jacques Veltmanbuurt
  - Louis Chrispijnbuurt
  - Medisch Centrum Slotervaart
  - Staalmanbuurt
- Westlandgracht
  - Andreasterrein
  - Delflandpleinbuurt West
  - Delflandpleinbuurt Oost
  - Koningin Wilhelminaplein
  - Riekerhaven
  - Schipluidenbuurt

### StadsdeelZuid
Buitenveldert / Zuidas
- Buitenveldert-Oost
  - Amstelpark
  - Buitenveldert Oost Midden
  - Buitenveldert Zuidoost
  - De Klenckebuurt
- Buitenveldert-West
  - Amsterdamse Bos
  - Buitenveldert Midden Zuid
  - Buitenveldert West Midden
  - Buitenveldert Zuidwest
  - Gelderlandpleinbuurt
  - Zuiderhof
- Prinses Irenebuurt e.o.
  - Beatrixpark
  - Prinses Irenebuurt
- Zuidas
  - RAI
  - Vivaldi
  - VU-kwartier
  - Zuidas Noord
  - Zuidas Zuid

De Pijp / Rivierenbuurt
- IJselbuurt
  - IJselbuurt Oost
  - IJselbuurt West
- Nieuwe Pijp
  - Cornelis Troostbuurt
  - Lizzy Ansinghbuurt
  - Van der Helstpleinbuurt
  - Willibrordusbuurt
- Oude Pijp
  - Frans Halsbuurt
  - Gerard Doubuurt
  - Hemonybuurt
  - Hercules Seghersbuurt
  - Sarphatiparkbuurt
- Rijnbuurt
  - Kromme Mijdrechtbuurt
  - Rijnbuurt Midden
  - Rijnbuurt Oost
  - Rijnbuurt West
  - Zorgvlied
- Scheldebuurt
  - Kop Zuidas
  - Scheldebuurt Midden
  - Scheldebuurt Oost
  - Scheldebuurt West
  - Landstrekenbuurt
  - Wielingenbuurt
- Zuid Pijp
  - Burgemeester Tellegenbuurt Oost
  - Burgemeester Tellegenbuurt West
  - Diamantbuurt

Oud Zuid
- Apollobuurt
  - Beethovenbuurt
  - Diepenbrockbuurt
  - Hiltonbuurt
  - Minervabuurt Midden
  - Minervabuurt Noord
  - Minervabuurt Zuid
- Hoofddorppleinbuurt
  - Aalsmeerwegbuurt Oost
  - Aalsmeerwegbuurt West
  - Bedrijventerrein Schinkel
  - Legmeerpleinbuurt
  - Surinamepleinbuurt
  - Westlandgrachtbuurt
- Museumkwartier
  - Banpleinbuurt
  - Concertgebouwbuurt
  - Cornelis Schuytbuurt
  - Duivelseiland
  - Harmoniehofbuurt
  - Hondecoeterbuurt
  - Johannes Vermeerbuurt
  - Museumplein
  - P.C. Hooftbuurt
  - Vondelpark Oost
- Schinkelbuurt
  - Schinkelbuurt Noord
  - Schinkelbuurt Zuid
- Stadionbuurt
  - Bertelmanpleinbuurt
  - IJsbaanpad e.o.
  - Marathonbuurt Oost
  - Marathonbuurt West
  - Olympisch Stadion e.o.
  - Van Tuyllbuurt
- Willemspark
  - Valeriusbuurt Oost
  - Valeriusbuurt West
  - Vondelpark West
  - Willemsparkbuurt Noord

### StadsdeelOost
IJburg / Eiland Zeeburg
- IJburg Oost
  - Centrumeiland
  - Buiteneiland (Toekomstig)
  - Muiderbuurt (op Strandeiland, toekomstig)
  - Oosterend (op Strandeiland, toekomstig)
  - Pampusbuurt (op Strandeiland, toekomstig)
- IJburg West
  - Haveneiland Noordoost
  - Haveneiland Noordwest
  - Haveneiland Zuidwest / Rieteiland West
  - Steigereiland Noord
  - Steigereiland Zuid
- IJburg Zuid
  - Haveneiland Noord
  - Haveneiland Oost
  - Rieteiland Oost
- Zeeburgereiland / Nieuwe Diep
  - Nieuwe Diep / Diemerpark
  - RI Oost terrein
  - Zeeburgereiland Noordoost
  - Zeeburgereiland Noordwest
  - Zeeburgereiland Zuidoost
  - Zeeburgereiland Zuidwest

Indische Buurt / Oostelijk Havengebied
- Indische Buurt Oost
  - Flevopark
  - Noordoostkwadrant Indische buurt
  - Zeeburgerdijk Oost
  - Zuidoostkwadrant Indische buurt
- Indische Buurt West
  - Noordwestkwadrant Indische buurt Noord
  - Noordwestkwadrant Indische buurt Zuid
  - Zuidwestkwadrant Indische buurt
- Oostelijk Havengebied
  - Architectenbuurt
  - Bedrijvengebied Cruquiusweg
  - Bedrijvengebied Veelaan
  - Bedrijvengebied Zeeburgerkade
  - Borneo
  - Entrepot-Noordwest
  - Java-eiland
  - KNSM-eiland
  - Oostelijke Handelskade
  - Rietlanden
  - Sporenburg

Oud-Oost
- Dapperbuurt
  - Dapperbuurt Noord
  - Dapperbuurt Zuid
  - Oostpoort
- Oosterparkbuurt
  - Oosterpark
  - Oosterparkbuurt Noordwest
  - Oosterparkbuurt Zuidoost
  - Oosterparkbuurt Zuidwest
- Transvaalbuurt
  - Transvaalbuurt Oost
  - Transvaalbuurt West
- Weesperzijde
  - Parooldriehoek
  - Swammerdambuurt
  - Weesperzijde Midden / Zuid

Watergraafsmeer
- Betondorp
  - Betondorp
  - Drieburg
  - Nieuwe Oosterbegraafplaats
- Frankendael
  - De Eenhoorn
  - De Wetbuurt
  - Don Bosco
  - Frankendael
  - Julianapark
  - Tuindorp Amstelstation
  - Tuindorp Frankendael
  - Van der Kunbuurt
- Middenmeer
  - Linnaeusparkbuurt
  - Middenmeer Noord
  - Middenmeer Zuid
  - Park de Meer
  - Science Park Noord
  - Science Park Zuid
  - Sportpark Middenmeer Noord
  - Sportpark Middenmeer Zuid
  - Sportpark Voorland
- Omval / Overamstel
  - Amstelglorie
  - Amstelkwartier Noord
  - Amstelkwartier West
  - Amstelkwartier Zuid
  - De Omval
  - Overamstel
  - Weespertrekvaart

### StadsdeelZuidoost
Bijlmer Centrum
- Amstel III / Bullewijk
  - AMC
  - Amstel III deel A/B Noord
  - Amstel III deel A/B Zuid
  - Amstel III deel C/D Noord
  - Amstel III deel C/D Zuid
  - Hoge Dijk
  - Hoofdcentrum Zuidoost
- Bijlmer Centrum (D, F, H)
  - Amsterdamse Poort
  - D-buurt
  - F-buurt
  - Hakfort / Huigenbos
  - Hoptille
  - Huntum
  - Nelson Mandelapark
  - Rechte H-buurt
  - Venserpolder Oost
  - Venserpolder West
  - Vogeltjeswei

Bijlmer Oost
- Bijlmer Oost (E, G, K)
  - Bijlmermuseum Noord
  - Bijlmermuseum Zuid
  - E-buurt
  - G-buurt Noord
  - G-buurt Oost
  - G-buurt West
  - Geerdinkhof
  - Gooise Kant
  - Grunder / Koningshoef
  - Kantershof
  - K-buurt Midden
  - K-buurt Zuidoost
  - K-buurt Zuidwest
  - Kelbergen
  - Kortvoort

Gaasperdam
- Gein
  - Gein Noordoost
  - Gein Noordwest
  - Gein Zuidoost
  - Gein Zuidwest
- Holendrecht / Reigersbos
  - Gaasperdam Noord
  - Gaasperdam Zuid
  - Holendrecht Oost
  - Holendrecht West
  - Reigersbos Midden
  - Reigersbos Noord
  - Reigersbos Zuid
- Nellestein
  - Gaasperpark
  - Gaasperplas
  - L-buurt

### Westpoort
- Westelijk Havengebied
  - Alfa-driehoek
  - Afrikahaven met Ruigoord
  - Amerikahaven
  - Coenhaven / Mercuriushaven
  - Petroleumhaven
  - Vervoerscentrum
  - Westhaven Noord
  - Westhaven Zuid

### Weesp
- Weesp
  - Horn (Amsterdam)
  - Uitermeer
- Driemond
  - Dorp Driemond
  - Landelijk gebied Driemond

## Indeling van de gemeente Amsterdam volgens het CBS
De Nederlandse gemeente Amsterdam is voor statistische doeleinden onderverdeeld in wijken en buurten. Het Centraal Bureau voor de Statistiek hanteert de onderstaande verdeling.

### Wijken
De gemeente is verdeeld in de volgende statistische wijken:
- Stadsdeel Amsterdam-Centrum (CBS-wijkcode:036300)
- Stadsdeel Amsterdam-Noord (CBS-wijkcode:036307)
- Stadsdeel Amsterdam-Westpoort (CBS-wijkcode:036301)
- Stadsdeel Amsterdam-West
  - Voormalig stadsdeel Westerpark (CBS-wijkcode:036302)
  - Voormalig stadsdeel Oud-West (CBS-wijkcode:036303)
  - Voormalig stadsdeel Bos en Lommer (CBS-wijkcode:036305)
  - Stadsdeel De Baarsjes (CBS-wijkcode:036306)
- Stadsdeel Amsterdam Nieuw-West
  - Voormalig stadsdeel Geuzenveld en Slotermeer (CBS-wijkcode:036308)
  - Voormalig stadsdeel Osdorp (CBS-wijkcode:036309)
  - Voormalig stadsdeel Slotervaart en Overtoomse Veld (CBS-wijkcode:036310)
- Stadsdeel Amsterdam-Zuid
  - Voormalig stadsdeel Amsterdam Oud-Zuid (CBS-wijkcode:036313)
  - Voormalig stadsdeel Zuideramstel (CBS-wijkcode:036314)
- Stadsdeel Amsterdam-Oost
  - Voormalig stadsdeel Oost / Watergraafsmeer (CBS-wijkcode:036312)
  - Voormalig stadsdeel Zeeburg (CBS-wijkcode:036304)
- Stadsdeel Amsterdam-Zuidoost (CBS-wijkcode:036311)

### Buurten
Een statistische wijk kan bestaan uit meerdere buurten. Onderstaande tabel geeft de buurtindeling met kentallen volgens het Centraal Bureau voor de Statistiek (2008):
| CBS-buurtcode | Buurtnaam                           | Inwonertal | Opp. totaal (ha) | Opp. land (ha) | Ligging                |
| ------------- | ----------------------------------- | ---------- | ---------------- | -------------- | ---------------------- |
| BU03630000    | Burgwallen-Oude Zijde               | 3750       | 41               | 35             | Locatie in de gemeente |
| BU03630001    | Burgwallen-Nieuwe Zijde             | 4150       | 76               | 59             | Locatie in de gemeente |
| BU03630002    | Grachtengordel-West                 | 8010       | 64               | 50             | Locatie in de gemeente |
| BU03630003    | Grachtengordel-Zuid                 | 4150       | 52               | 42             | Locatie in de gemeente |
| BU03630004    | Nieuwmarkt en Lastage               | 8510       | 108              | 71             | Locatie in de gemeente |
| BU03630005    | Haarlemmerbuurt                     | 7360       | 82               | 54             | Locatie in de gemeente |
| BU03630006    | Jordaan                             | 18680      | 96               | 84             | Locatie in de gemeente |
| BU03630007    | De Weteringschans                   | 6880       | 65               | 56             | Locatie in de gemeente |
| BU03630008    | Weesperbuurt en Plantage            | 7230       | 86               | 72             | Locatie in de gemeente |
| BU03630009    | Oostelijke Eilanden en Kadijken     | 12740      | 135              | 103            | Locatie in de gemeente |
| BU03630110    | Westelijk havengebied               | 250        | 2863             | 1947           | Locatie in de gemeente |
| BU03630111    | Bedrijventerrein Sloterdijk         | 110        | 681              | 658            | Locatie in de gemeente |
| BU03630212    | Houthavens                          | 1800       | 90               | 30             | Locatie in de gemeente |
| BU03630213    | Spaarndammer- en Zeeheldenbuurt     | 10060      | 140              | 136            | Locatie in de gemeente |
| BU03630214    | Staatsliedenbuurt                   | 12090      | 54               | 47             | Locatie in de gemeente |
| BU03630215    | Centrale Markt                      | 2620       | 58               | 52             | Locatie in de gemeente |
| BU03630216    | Frederik Hendrikbuurt               | 7780       | 40               | 36             | Locatie in de gemeente |
| BU03630317    | Da Costabuurt                       | 4340       | 26               | 23             | Locatie in de gemeente |
| BU03630318    | Kinkerbuurt                         | 5030       | 27               | 26             | Locatie in de gemeente |
| BU03630319    | Van Lennepbuurt                     | 6640       | 28               | 26             | Locatie in de gemeente |
| BU03630320    | Helmersbuurt                        | 6790       | 35               | 34             | Locatie in de gemeente |
| BU03630321    | Overtoomse Sluis                    | 7000       | 32               | 31             | Locatie in de gemeente |
| BU03630322    | Vondelbuurt                         | 1680       | 23               | 22             | Locatie in de gemeente |
| BU03630431    | Indische Buurt West                 | 11920      | 49               | 47             | Locatie in de gemeente |
| BU03630432    | Indische Buurt Oost                 | 10300      | 131              | 93             | Locatie in de gemeente |
| BU03630433    | Oostelijk Havengebied               | 17820      | 366              | 150            | Locatie in de gemeente |
| BU03630434    | Zeeburgereiland en Nieuwe Diep      | 570        | 341              | 245            | Locatie in de gemeente |
| BU03630435    | IJburg West                         | 7540       | 148              | 132            | Locatie in de gemeente |
| BU03630451    | IJburg Zuid                         | 530        | 94               | 75             | Locatie in de gemeente |
| BU03630474    | IJburg oost                         | 0          | 1                | 1              | Locatie in de gemeente |
| BU03630536    | Sloterdijk                          | 100        | 51               | 50             | Locatie in de gemeente |
| BU03630537    | Landlust                            | 17750      | 107              | 102            | Locatie in de gemeente |
| BU03630538    | Erasmuspark                         | 5070       | 41               | 36             | Locatie in de gemeente |
| BU03630539    | De Kolenkit                         | 7100       | 75               | 73             | Locatie in de gemeente |
| BU03630640    | De Krommert                         | 11970      | 57               | 53             | Locatie in de gemeente |
| BU03630641    | Van Galenbuurt                      | 5410       | 31               | 30             | Locatie in de gemeente |
| BU03630642    | Hoofdweg en omgeving                | 10030      | 41               | 40             | Locatie in de gemeente |
| BU03630643    | Westindische buurt                  | 6350       | 34               | 31             | Locatie in de gemeente |
| BU03630760    | Volewijck                           | 9570       | 131              | 119            | Locatie in de gemeente |
| BU03630761    | IJplein en Vogelbuurt               | 8340       | 147              | 118            | Locatie in de gemeente |
| BU03630762    | Tuindorp Nieuwendam                 | 3450       | 47               | 43             | Locatie in de gemeente |
| BU03630763    | Tuindorp Buiksloot                  | 1850       | 17               | 17             | Locatie in de gemeente |
| BU03630764    | Nieuwendammerdijk en Buiksloterdijk | 1720       | 45               | 38             | Locatie in de gemeente |
| BU03630765    | Tuindorp Oostzaan                   | 9860       | 173              | 168            | Locatie in de gemeente |
| BU03630766    | Oostzanerwerf                       | 8690       | 323              | 248            | Locatie in de gemeente |
| BU03630767    | Kadoelen                            | 2890       | 150              | 135            | Locatie in de gemeente |
| BU03630768    | Nieuwendam-Noord                    | 13020      | 197              | 190            | Locatie in de gemeente |
| BU03630769    | Buikslotermeer                      | 11580      | 344              | 327            | Locatie in de gemeente |
| BU03630770    | Banne Buiksloot                     | 13140      | 183              | 166            | Locatie in de gemeente |
| BU03630771    | Buiksloterham                       | 620        | 387              | 237            | Locatie in de gemeente |
| BU03630772    | Nieuwendammerham                    | 140        | 117              | 67             | Locatie in de gemeente |
| BU03630773    | Waterland                           | 2000       | 2640             | 2339           | Locatie in de gemeente |
| BU03630875    | Spieringhorn                        | 0          | 233              | 217            | Locatie in de gemeente |
| BU03630876    | Slotermeer-Noordoost                | 9150       | 100              | 95             | Locatie in de gemeente |
| BU03630877    | Slotermeer-Zuidwest                 | 15680      | 282              | 226            | Locatie in de gemeente |
| BU03630878    | Geuzenveld                          | 14130      | 142              | 136            | Locatie in de gemeente |
| BU03630879    | Eendracht                           | 2320       | 241              | 234            | Locatie in de gemeente |
| BU03630980    | Lutkemeer en Ookmeer                | 900        | 568              | 551            | Locatie in de gemeente |
| BU03630981    | Osdorp-Oost                         | 14130      | 177              | 158            | Locatie in de gemeente |
| BU03630982    | Osdorp-Midden                       | 11240      | 112              | 106            | Locatie in de gemeente |
| BU03630983    | De Punt                             | 5230       | 60               | 60             | Locatie in de gemeente |
| BU03630984    | Middelveldsche Akerpolder en Sloten | 15000      | 216              | 208            | Locatie in de gemeente |
| BU03631085    | Slotervaart                         | 16490      | 284              | 235            | Locatie in de gemeente |
| BU03631086    | Overtoomse Veld                     | 9800       | 154              | 145            | Locatie in de gemeente |
| BU03631087    | Westlandgracht                      | 4570       | 150              | 141            | Locatie in de gemeente |
| BU03631088    | Sloten- en Riekerpolder             | 13300      | 520              | 422            | Locatie in de gemeente |
| BU03631192    | Amstel III en Bullewijk             | 100        | 532              | 505            | Locatie in de gemeente |
| BU03631193    | Bijlmer-Centrum D, F en H           | 20490      | 313              | 301            | Locatie in de gemeente |
| BU03631194    | Bijlmer-Oost E, G en K              | 23840      | 408              | 379            | Locatie in de gemeente |
| BU03631195    | Nellestein                          | 2760       | 297              | 218            | Locatie in de gemeente |
| BU03631196    | Holendrecht en Reigersbos           | 18400      | 269              | 260            | Locatie in de gemeente |
| BU03631197    | Gein                                | 11820      | 191              | 184            | Locatie in de gemeente |
| BU03631198    | Driemond                            | 1490       | 199              | 179            | Locatie in de gemeente |
| BU03631227    | Weesperzijde                        | 4550       | 45               | 37             | Locatie in de gemeente |
| BU03631228    | Oosterparkbuurt                     | 10210      | 75               | 72             | Locatie in de gemeente |
| BU03631229    | Dapperbuurt                         | 8120       | 61               | 59             | Locatie in de gemeente |
| BU03631230    | Transvaalbuurt                      | 9330       | 38               | 37             | Locatie in de gemeente |
| BU03631255    | Frankendael                         | 9530       | 171              | 163            | Locatie in de gemeente |
| BU03631256    | Middenmeer                          | 12140      | 303              | 283            | Locatie in de gemeente |
| BU03631257    | Betondorp                           | 3060       | 113              | 108            | Locatie in de gemeente |
| BU03631258    | De Omval                            | 2110       | 316              | 279            | Locatie in de gemeente |
| BU03631324    | Oude Pijp                           | 13690      | 68               | 63             | Locatie in de gemeente |
| BU03631325    | Nieuwe Pijp                         | 11290      | 55               | 51             | Locatie in de gemeente |
| BU03631326    | Diamantbuurt                        | 8130       | 39               | 35             | Locatie in de gemeente |
| BU03631344    | Hoofddorppleinbuurt                 | 10440      | 97               | 86             | Locatie in de gemeente |
| BU03631345    | Schinkelbuurt                       | 3720       | 35               | 29             | Locatie in de gemeente |
| BU03631346    | Willemspark                         | 5220       | 70               | 64             | Locatie in de gemeente |
| BU03631347    | Museumkwartier                      | 11180      | 132              | 127            | Locatie in de gemeente |
| BU03631348    | Stadionbuurt                        | 10110      | 108              | 98             | Locatie in de gemeente |
| BU03631349    | Apollobuurt                         | 8060       | 95               | 89             | Locatie in de gemeente |
| BU03631350    | Duivelseiland                       | 1230       | 6                | 6              | Locatie in de gemeente |
| BU03631452    | Scheldebuurt                        | 13300      | 138              | 135            | Locatie in de gemeente |
| BU03631453    | IJselbuurt                          | 5110       | 29               | 26             | Locatie in de gemeente |
| BU03631454    | Rijnbuurt                           | 8570       | 111              | 96             | Locatie in de gemeente |
| BU03631459    | Station-Zuid WTC en omgeving        | 1160       | 125              | 117            | Locatie in de gemeente |
| BU03631490    | Buitenveldert-West                  | 11890      | 437              | 361            | Locatie in de gemeente |
| BU03631491    | Buitenveldert-Oost                  | 7130       | 198              | 184            | Locatie in de gemeente |

## Indeling van de voormalige gemeente Weesp
Stadsgebied Weesp van de Nederlandse gemeente Amsterdam is voor statistische doeleinden onderverdeeld in wijken en buurten. Weesp is verdeeld in de volgende statistische wijken:
- Wijk 00 (CBS-wijkcode:045700)

Een statistische wijk kan bestaan uit meerdere buurten. Onderstaande tabel geeft de buurtindeling met kentallen volgens het Centraal Bureau voor de Statistiek (2008):
| CBS-buurtcode | Buurtnaam                               | Inwonertal | Opp. totaal (ha) | Opp. land (ha) | Ligging                |
| ------------- | --------------------------------------- | ---------- | ---------------- | -------------- | ---------------------- |
| BU04570000    | Centrum                                 | 2850       | 54               | 42             | Locatie in de gemeente |
| BU04570001    | Plan Zuid                               | 2230       | 88               | 82             | Locatie in de gemeente |
| BU04570002    | Plan Noord                              | 2740       | 36               | 35             | Locatie in de gemeente |
| BU04570003    | Hogewey                                 | 4480       | 170              | 151            | Locatie in de gemeente |
| BU04570004    | Aetsveld                                | 3650       | 73               | 71             | Locatie in de gemeente |
| BU04570007    | Verspreide huizen Aetsveldsepolder      | 490        | 528              | 488            | Locatie in de gemeente |
| BU04570008    | Verspreide huizen oostelijke Vechtoever | 510        | 1108             | 1053           | Locatie in de gemeente |
| BU04570009    | Bloemendalerpolder                      | 620        | 131              | 131            | Locatie in de gemeente |